# Природно-заповідний фонд Чорнухинського району
Природно-заповідний фонд Чорнухинського району становить 9 об'єктів ПЗФ (6 заказників, 2 пам'ятки природи та 1 заповідне урочище). З них 1 — загальнодержавного значення (ландшафтний заказник «Червонобережжя»). Загальна площа ПЗФ — 2673,6 га.

## Об'єкти

### Заказники
| Назва об'єкта        | Тип, категорія         | Рік створення | Площа (га)                                | Місцезнаходження                                                   | Зображення |
| -------------------- | ---------------------- | ------------- | ----------------------------------------- | ------------------------------------------------------------------ | ---------- |
| «Балка Мангаревщина» | Заказник ландшафтний   | 1994          | 16,1                                      | с. Бондарі                                                         |            |
| «Заплава р. Многа»   | Заказник гідрологічний | 1994          | 183,3                                     | між смт Чорнухи та с. Кізлівка                                     |            |
| «Монастирище»        | Заказник ландшафтний   | 1994          | 733                                       | Вороньківське лісництво, кв. 15-35; Чорнухинське лісництво, кв. 66 |            |
| «Піско-Удайський»    | Заказник гідрологічний | 1992          | 289,6                                     | с. Піски-Удайські                                                  |            |
| «Харсіцька Полона»   | Заказник ботанічний    | 1994          | 174                                       | між селами Харсіки та Бондарі, Чорнухинське лісництво, кв. 6-8     |            |
| «Червонобережжя»     | Заказник ландшафтний   | 1990          | 805 (в межах Чорнухинського району — 657) | с. Гінці, Калайденцівське лісництво, кв. 1-21                      |            |

### Пам'ятки природи
| Назва об'єкта        | Тип, категорія             | Рік створення | Площа (га) | Місцезнаходження | Зображення |
| -------------------- | -------------------------- | ------------- | ---------- | ---------------- | ---------- |
| «Скибинські дуби»    | Пам'ятка природи ботанічна | 2011          | 1,5        | с. Скибинці      |            |
| «Хейлівщинський дуб» | Пам'ятка природи ботанічна | 2013          | 0,1        | с. Хейлівщина    |            |

### Заповідне урочище
| Назва об'єкта | Тип, категорія    | Рік створення | Площа (га) | Місцезнаходження                                                           | Зображення |
| ------------- | ----------------- | ------------- | ---------- | -------------------------------------------------------------------------- | ---------- |
| «Липова Дача» | Заповідне урочище | 1992; 2002    | 619        | с. Липове, Чорнухинське лісництво, кв.19-31, поблизу автошляху Київ—Шостка |            |